# 13 novembre
Pour les articles homonymes, voir Treize-Novembre.
13 octobre 13 décembre
Chronologies thématiques
- Croisades
- Ferroviaires
- Sports
- Disney
- Anarchisme
- Catholicisme

Abréviations / Voir aussi
- (° 1852) = né en 1852
- († 1885) = mort en 1885
- a.s. = calendrier julien
- n.s. = calendrier grégorien
- Calendrier
- Calendrier perpétuel
- Liste de calendriers
- Naissances du jour

Le 13 novembre est le 317e jour de l'année du calendrier grégorien, 318e lorsqu'elle est bissextile (il en reste ensuite 48).
C'était l'équivalent du  jour des ides (d'origine a priori étrusque ou sabine) en november des calendriers romains antiques ; et généralement du 23 brumaire du calendrier républicain ou révolutionnaire français, officiellement dénommé jour de la garance (plante tinctoriale).

## Événements

### XIesiècle
- 1002 : Massacre de la Saint-Brice.
- 1093 : Victoire anglaise décisive à la bataille d'Alnwick.

### XIIesiècle
- 1160 : Mariage de Louis VII de France avec Adèle de Champagne.

### XIVesiècle
- 1308 : L'Ordre Teutonique conquiert Gdańsk et massacre sa population.

### XVesiècle
- 1474 : Bataille d'Héricourt.
- 1475 : Bataille de la Planta.

### XVIesiècle
- 1553 : Thomas Cranmer est condamné à mort.

### XIXesiècle
- 1887 : Bloody sunday de Trafalgar Square.
- 1894 : Attentat du 13 novembre 1893 par le militant anarchiste Léon Léauthier, événement fondateur du terrorisme moderne.

### XXesiècle
- 1914 : Victoire marocaine à la bataille d'Elhri, pendant la campagne du Maroc.
- 1917 : Première Guerre mondiale: début de la première bataille de Monte Grappa (en Italie connue sous le nom de "Première bataille de la Piave"). Les forces armées austro-hongroises, malgré l'aide des Alpenkorps allemands et la supériorité numérique, échoueront dans leur offensive contre l'armée italienne désormais dirigée par son nouveau chef d'état-major Armando Diaz.
- 1918 : Abdication du roi Louis III de Bavière (qui s'est refugié en Autriche le 7), du roi Frédéric-Auguste III de Saxe, du duc Ernest II de Saxe-Altenbourg, du prince Frédéric de Waldeck-Pyrmont.
- 1938 : Incendie volontaire de la ville de Changsha, en Chine, provoqué par le Kuomintang durant la seconde guerre sino-japonaise pour empêcher les troupes japonaises de s'emparer de la ville.
- 1942 : Début de la bataille navale de Guadalcanal (seconde guerre mondiale, guerre du Pacifique).
- 1956 : La Cour suprême des États-Unis casse les lois ségrégationnistes dans les bus, les déclarant anticonstitutionnelles.
- 1989 : Hans-Adam II devient Prince de Liechtenstein.
- 1994 : Référendum suédois sur l'adhésion à l'Union européenne.

### XXIesiècle
- 2015 :
  - En France, une série d’attentats revendiquée par l’organisation "État islamique" cause 130 morts et plus de 400 blessés à Paris et à Saint-Denis[1].
  - En Irak, les peshmergas du GRK et des groupes liés au PKK reprennent la ville de Sinjar à l’organisation "État islamique".
- 2021 : Clôture à Glasgow, au Royaume-Uni, de la COP 26 débutée 13 jours plus tôt[2].
- 2022 : en Slovénie, en remportant l'élection présidentielle, Nataša Pirc Musar devient la première femme présidente de la république[3].

## Arts, culture et religion
- 1830 : Mise en vente du roman Le Rouge et le Noir, de Stendhal.
- 1872 : Claude Monet peint Impression, soleil levant, tableau considéré comme fondateur de l'impressionnisme.
- 1995 : Sortie de l'album rock live acoustique Stripped des Rolling Stones[4].

## Sciences et techniques
- 1927 : Ouverture du Holland Tunnel à New York.
- 2012 : Une éclipse solaire totale est visible en Australie et dans le sud de l’océan Pacifique.

## Économie et société
- 1970 : Dissipation du cyclone de Bhola, le plus meurtrier de l'histoire.
- 1985 : Éruption catastrophique du Nevado del Ruiz en Colombie, provoquant 25 000 morts (du fait d'un lahar).
- 1994 : Le pilote allemand Michael Schumacher remporte à Adelaide en Australie son premier titre de champion du monde de F1 (sur 7 en fin de carrière)[5].
- 2002 : Une brèche s'ouvre sur la coque du pétrolier Prestige, qui coule et provoque une marée noire.
- 2013 : Le prêtre Fidei donum français Georges Vandenbeusch est enlevé par l'organisation terroriste "Boko Haram", au Cameroun.
- 2022 : en Turquie, un attentat à Istanbul fait 6 morts et 81 blessés[6].

## Naissances

### IVesiècle
- 354 : Augustin d'Hippone, théologien et docteur de l'Église romano-berbère († 28 août 430).

### XIVesiècle
- 1312 : Édouard III, roi d'Angleterre de 1327 à 1377 († 21 juin 1377).

### XVesiècle
- 1486 : Johannes Eck, théologien allemand († 13 février 1543).
- 1493 : Guillaume IV, duc de Bavière († 7 mars 1550).

### XVIesiècle
- 1504 : Philippe Ier, landgrave de Hesse († 31 mars 1567).
- 1559 : Albert, archiduc d’Autriche, gouverneur des Pays-Bas de 1595 à 1621 († 13 juillet 1621).
- 1572 : Cyrille Loukaris (Κύριλλος Λούκαρις), théologien grec, patriarche d'Alexandrie puis de Constantinople († 27 juin 1638).

### XVIIesiècle
- 1699 : Jan Zach, compositeur et musicien tchèque († 24 mai 1773).

### XVIIIesiècle
- 1710 : Charles-Simon Favart, dramaturge français († 12 mai 1792).
- 1760 : Jiaqing (嘉庆), empereur de Chine de 1796 à 1820 († 2 septembre 1820).
- 1761 : John Moore, militaire écossais († 16 janvier 1809).
- 1778 : Charles Joseph Auriol, peintre suisse († 25 mai 1834).
- 1780 : Ranjît Singh (ਮਹਾਰਾਜਾ ਰਣਜੀਤ ਸਿੰਘ), mahârâja du Pendjab de 1801 à 1839 († 20 juin 1839).
- 1782 : Esaias Tegnér, écrivain et poète suédois († 2 novembre 1846).

### XIXesiècle
- 1804 : Theophilus Hunter Holmes, militaire américain († 21 juin 1880).
- 1806 : Philip de Malpas Grey Egerton, paléontologue britannique († 6 avril 1881).
- 1809 : John Adolphus Dahlgren, militaire américain († 12 juillet 1870).
- 1813 : Petar II Petrović-Njegoš (Петар II Петровић Његош), poète, philosophe, souverain et prince-évêque du Monténégro de 1830 à 1851 († 31 octobre 1851).
- 1814 : Joseph Hooker, militaire américain († 31 octobre 1879).
- 1833 : Edwin Booth, acteur américain († 7 juin 1893).
- 1834 : Albano Lugli, peintre et céramiste italien {† 8 août 1914)
- 1837 : James Thomas Rapier (en), homme politique et avocat américain († 31 mai 1883).
- 1838 : Joseph Fielding Smith Sr., chef religieux américain († 19 novembre 1918).
- 1841 : Edward Burd Grubb, Jr. (en), militaire et diplomate américain, ambassadeur en Espagne de 1890 à 1892 († 7 juillet 1913).
- 1848 :
  - Albert Ier, prince de Monaco de 1889 à 1922 († 26 juin 1922).
  - Stanislas-Arthur-Xavier Touchet, prélat français († 29 septembre 1926).
- 1850 : Robert Louis Stevenson, écrivain britannique († 3 décembre 1894).
- 1853 : John Drew, Jr. (en), acteur américain († 9 juillet 1927).
- 1854 : George Chadwick, compositeur américain († 4 avril 1931).
- 1856 : Louis Brandeis, juriste américain († 5 octobre 1941).
- 1857 : Noé Marullo, artisan et artiste sicilien († 5 mai 1925).
- 1866 : Abraham Flexner, enseignant américain († 21 septembre 1959).
- 1869 :
  - Helene Stöcker, journaliste, essayiste et militant allemande († 24 février 1943).
  - Ariadna Tyrkova-Williams (Ариадна Владимировна Тыркова), journaliste, militante et femme politique russe († 21 janvier 1962).
- 1871 : Vladislav F. Ribnikar, journaliste serbe, fondateur de Politika († 1er septembre 1914).
- 1872 : John MacIntosh Lyle (en), architecte irlando-canadien (° 1945).
- 1878 : Max Dehn, mathématicien allemand († 27 juin 1952).
- 1879 : John Grieb, gymnaste et triathlète américain, deux fois médaillé olympique († 10 décembre 1939).
- 1882 : Joseph Cardijn, cardinal belge († 24 juillet 1967).
- 1883 : Leo Goodwin, nageur, plongeur et poloïste américain, plusieurs fois médaillé olympique († 25 mai 1957).
- 1886 : Mary Wigman, danseuse et chorégraphe allemande († 18 septembre 1973).
- 1893 : Edward Adelbert Doisy, biochimiste américain, colauréat du prix Nobel de physiologie ou médecine en 1943 († 23 octobre 1986).
- 1894 :
  - Benjamin « Bennie » Moten, pianiste et chef d’orchestre américain († 2 avril 1935).
  - Arthur Nebe, officier SS allemand († 21 mars 1945).
- 1895 : Anastase Mikoïan, homme d'État soviétique († 21 octobre 1978).
- 1897 : Gertrude Olmstead, actrice américaine († 18 janvier 1975).
- 1900 : Edward Buzzell, réalisateur, scénariste et acteur américain († 11 janvier 1985).

### XXesiècle
- 1904 : Henry Codman « H. C. » Potter II, réalisateur et scénariste américain († 31 août 1977).
- 1906 :
  - Hermione Baddeley, actrice anglaise († 19 août 1986).
  - Arumugam Wisvalingam Mailvaganam (en), physicien sri-lankais († 25 mars 1987).
  - Eva Zeisel, potière et graphiste industrielle hungaro-américaine († 30 décembre 2011).
- 1908 : Comer Vann Woodward, historien et auteur américain († 17 décembre 1999).
- 1910 :
  - Jean-Marcel Jeanneney, homme politique français († 17 septembre 2010).
  - William Bradford Huie (en), journaliste et romancier américain († 20 novembre 1986).
  - Patrick Robert Reid, militaire et auteur anglais († 22 mai 1990).
- 1911 : John Jordan « Buck » O'Neil, joueur et entraîneur de baseball américain († 6 octobre 2006).
- 1912 : Claude Pompidou, épouse de Georges Pompidou, dix-neuvième président de la République française († 3 juillet 2007).
- 1913 :
  - Velupillai Appapillai (en), physicien sri-lankais († 4 juillet 2001).
  - Lon Nol (លន់ នល់), militaire et chef d'État cambodgien, président de la République khmère de 1972 à 1975 († 17 novembre 1985).
- 1914 :
  - Amelia Bence, actrice argentine († 8 février 2016).
  - Henri Langlois, homme de cinéma français, fondateur de la Cinémathèque française († 13 janvier 1977).
  - Alberto Lattuada, réalisateur, scénariste et producteur italien († 3 juillet 2005).
  - Olivette Thibault, actrice québécoise († 17 décembre 1995).
- 1917 :
  - Vasantdada Patil (en) (वसंतदादा पाटील), Indian farmer and politician, gouverneur du Rajasthan de 1985 à 1987 († 1er mars 1989).
  - Robert Sterling (William Sterling Hart dit), acteur américain († 30 mai 2006).
- 1918 : 
  - Werner Aspenström, poète suédois († 25 janvier 1997).
  - André Fosset, homme politique français, résistant, sénateur († 27 mars 2001).
  - George Grant (en), philosophe canadien († 27 septembre 1988).
- 1920 :
  - Guillermina Bravo, danseuse, chorégraphe et directrice de ballet mexicaine († 6 novembre 2013).
  - Jack Elam, acteur américain († 20 octobre 2003).
  - Edward Thomas Hughes, prélat américain († 25 décembre 2012).
- 1921 : Joonas Kokkonen, compositeur finlandais († 2 octobre 1996).
- 1922 :
  - John Lawrence « Jack » Narz, Jr. (en), animateur américain († 15 octobre 2008).
  - Madeleine Sherwood, actrice québécoise († 23 avril 2016).
  - Oskar Werner, acteur autrichien († 23 octobre 1984).
- 1923 :
  - Linda Christian (Blanca Rosa Welter dite), actrice mexicaine († 22 juillet 2011).
  - Albert Ramassamy, homme politique français († 4 novembre 2018).
  - Roger Somville, peintre belge († 31 mars 2014).
- 1924 : Motoo Kimura (木村資生), biologiste et généticien japonais († 13 novembre 1994).
- 1926 : Harry Hughes (en), homme politique et avocat américain, gouverneur de Maryland de 1979 à 1987 († 13 mars 2019).
- 1928 :
  - Helena Carroll, actrice écossaise († 31 mars 2013).
  - Hampton Hawes, pianiste et compositeur américain († 22 mai 1977).
  - Gottlieb Lobe Monekosso, ministre camerounais († 19 novembre 2017).
- 1929 :
  - Robert Bonnaud, historien et militant français († 22 janvier 2013).
  - Fred Phelps, révérend américain († 19 mars 2014).
  - Asashio Tarō III (en) (朝潮 太郎), sumotori japonais († 23 octobre 1988).
- 1930 :
  - Benny Andrews (en), peintre américain († 10 novembre 2006).
  - Michel Robin, acteur français, ancien sociétaire "du Français" († 18 novembre 2020).
  - Jacques Rouland, animateur et producteur de télévision français († 14 juin 2002).
- 1931 :
  - Adrienne Corri, actrice écossaise († 13 mars 2016).
  - Andrée Lachapelle, actrice québécoise († 21 novembre 2019).
- 1932 :
  - Olga Fikotová, athlète tchéco(slovaque) puis américano-tchèque championne olympique du lancer de disque en 1956.
  - Richard Mulligan, acteur américain († 26 septembre 2000).
- 1933 :
  - Don Lane (en) (Morton Donald Isaacson dit), présentateur, acteur et chanteur américano-australien († 22 octobre 2009).
  - Ojārs Vācietis, écrivain et poète letton († 28 novembre 1983).
  - Peter Härtling, romancier, poète et essayiste allemand († 10 juillet 2017).
- 1934 :
  - Peter Arnett (en), journaliste néo-zélando-américain.
  - Jimmy Fontana (Enrico Sbriccoli dit), acteur, chanteur et auteur-compositeur italien († 11 septembre 2013).
  - Kamahl (en) (Kandiah Kamalesvaran / கந்தையா கமலேஸ்வரன் dit), chanteur malaisien.
  - Garry Marshall, acteur, réalisateur, scénariste et producteur américain († 19 juillet 2016).
- 1935 : George Carey, prélat anglais, archevêque de Cantorbéry de 1991 à 2002.
- 1936 : Salim Kallas (en) (العربية), acteur et homme politique syrien († 2 décembre 2013).
- 1938 :
  - Gérald Godin, journaliste, poète, romancier et homme politique québécois († 12 octobre 1994).
  - Jack Rule, Jr. (en), golfeur américain.
  - Jean Seberg, actrice américaine († 30 août 1979).
- 1939 :
  - Karel Brückner, footballeur et entraîneur tchèque.
  - Idris Muhammad (Leo Morris dit), batteur de jazz américain († 29 juillet 2014).
- 1940 :
  - Saul Kripke, philosophe, logicien et universitaire américain († 15 septembre 2022).
  - Daniel Pilon, acteur québécois († 26 juin 2018).
  - Tabu Ley Rochereau (Pascal Emmanuel Tabuley dit), musicien et homme politique congolais, père de Youssoupha et grand-père de Shay († 30 novembre 2013).
  - William Taubman, historien et auteur américain.
- 1941 :
  - Eberhard Diepgen, homme politique et avocat allemand, maire de Berlin de 1984 à 1989 puis de 1991 à 2001.
  - David Green (en), homme d’affaires américain.
  - Norman « Dack » Rambo, acteur américain († 21 mars 1994).
  - Melvin Leon « Mel » Stottlemyre, Sr. (en), joueur et entraîneur de baseball américain († 13 janvier 2019).
- 1942 : John Paul Hammond, chanteur et guitariste américain.
- 1943 :
  - Roberto Boninsegna, footballeur et entraîneur italien.
  - André-Gilles Fortin, homme politique québécois († 24 juin 1977).
  - Raj Loomba, pair, homme politique et philanthrope britannique.
  - Robert Jay Sigel (en), golfeur américain.
  - Howard Wilkinson footballeur et entraîneur anglais.
- 1944 : Timothy E. « Timmy » Thomas, chanteur, compositeur et claviériste américain († 11 mars 2022).
- 1945 :
  - Larry Andreasen, plongeur américain († 26 octobre 1990).
  - Masahiro Hasemi (長谷見 昌弘), pilote automobile japonais.
  - Karsten Huck, cavalier allemand.
  - Dan Iuga, tireur sportif américano-roumain.
  - Zsuzsa Kovács, nageuse hongroise.
  - Robert « Bobby » Manuel (en), guitariste américain.
  - Knut Riisnæs (en), saxophoniste et compositeur norvégien.
- 1946 :
  - Stanisław Barańczak, poète, traducteur, essayiste et critique littéraire polonais († 26 décembre 2014).
  - Ray Wylie Hubbard (en), chanteur, guitariste et compositeur américain.
- 1947 :
  - Toy Caldwell (en), guitariste américain († 25 février 1993).
  - Martine Chardon, journaliste, speakerine, et animatrice de la télévision française († 24 novembre 2003).
  - Amory Bloch Lovins, écologiste américain, prix Nobel alternatif en 1983.
  - Joseph Anthony « Joe » Mantegna Jr., acteur, producteur, scénariste et réalisateur américain.
- 1948 : Humayun Ahmed (হুমায়ূন আহমেদ), auteur, parolier, scénariste et producteur bangladais († 19 juillet 2012).
- 1949 : 
  - Gérard Lelièvre, athlète de marches français.
  - Terry Reid, chanteur, guitariste et compositeur anglais.
- 1950 :
  - Slobodan Antić, footballeur serbe.
  - Patrick Guillemin, acteur français († 21 août 2011).
  - Mary Lou Metzger (en), chanteuse et danseuse américaine.
  - Gilbert Perreault, hockeyeur professionnel québécois.
- 1951 :
  - Pierre Arcand, radiodiffuseur et homme politique québécois.
  - Pinhas « Pini » Gershon (פנחס "פיני" גרשון), entraîneur israélien de basket-ball.
- 1952 :
  - Mark Lye (en), golfeur américain.
  - Athar ul-Haque « Art » Malik, acteur britannique.
- 1953 :
  - Frances Conroy, actrice américaine.
  - Andrés Manuel López Obrador, homme politique et avocat mexicain, président de la République mexicaine depuis fin 2018.
  - Tracy Scoggins, actrice américaine.
- 1954 :
  - Scott McNealy, informaticien et homme d’affaires américain, cofondateur de Sun Microsystems.
  - Christopher David « Chris » Noth, acteur américain.
- 1955 :
  - William Timothy « Bill » Britton (en), golfeur américain.
  - Whoopi Goldberg (Caryn Elaine Johnson dite), actrice américaine.
  - Beatrice Welles-Smith (Beatrice Giuditta Welles dite Beatrice Mori di Gerfalco Welles dite), administratrice et restauratrice des œuvre(s) et biens d'Orson Welles.
- 1956 : Aldo Nova (Aldo Caporuscio dit), musicien, chanteur, producteur et compositeur canadien.
- 1957 :
  - Nicholas « Nick » Baines, évêque anglais.
  - Stephen Baxter, écrivain britannique.
  - Roger Ingram (en), trompettiste américain.
- 1959 : Caroline Goodall, actrice anglaise.
- 1960 :
  - Neil Flynn, acteur américain.
  - Teodora Ungureanu, gymnaste et entraîneuse roumaine.
- 1963 :
  - Jaime Covilhã (en), basketteur et entraîneur angolais.
  - Vinny Testaverde, joueur américain de football américain.
- 1964 :
  - Ronald Agénor, joueur de tennis haïtien.
  - Timo Rautiainen, pilote automobile finlandais.
- 1966 : Susanna Haapoja (en), femme politique finlandaise († 30 mai 2009).
- 1967 :
  - Juhi Chawla (जूही चावला), actrice, animatrice de télévision, mannequin et productrice indienne, Miss Inde en 1984.
  - James Christian « Jimmy » Kimmel, humoriste et animateur de télévision américain.
  - Steve Zahn, acteur américain.
  - Véronique Sabban, artiste plasticienne contemporaine franco-belge.
  - Dmitriy Shevchenko, fleurettiste russe, champion olympique.
- 1968 : Patrick George « Pat » Hentgen, joueur de baseball américain.
- 1969 :
  - Lori Berenson (en), militant américain.
  - Eduardo Berizzo, footballeur argentin.
  - Gerard Butler, acteur britannique.
  - Ayaan Hirsi Ali, femme politique et écrivaine néerlando-somalienne.
  - Joshua « Josh » Mancell (en), batteur et compositeur américain.
  - Nico Motchebon, athlète allemand.
- 1972 :
  - Takuya Kimura (木村 拓哉), chanteur et acteur japonais.
  - Samantha Riley, nageuse australienne.
- 1973 :
  - David Auradou, joueur de rugby à XV français.
  - Valérie Glatigny, femme politique belge.
  - Ari Hoenig, batteur de jazz et compositeur américain.
- 1974 :
  - Christian Gimenez, footballeur argentin.
  - Carl Hoeft, joueur de rugby à XV néo-zélandais.
  - Cyril Revillet, footballeur français.
  - Sergueï Riazanski (Серге́й Николаевич Рязанский), cosmonaute russe.
  - Indrek Zelinski, footballeur et entraîneur estonien.
- 1975 :
  - Tom Compernolle (en), athlète belge († 16 juin 2008).
  - Alain Digbeu, basketteur français.
  - Ivica Dragutinović (Ивица Драгутиновић), footballeur serbe.
  - Sarah Pitkowski, joueuse de tennis française.
  - Joaquim Manuel Sampaio Silva dit « Quim », footballeur portugais.
  - Toivo Suursoo, hockeyeur et entraîneur estonien.
- 1976 :
  - Kenza Braiga, animatrice radio et écrivaine française.
  - Kelly Sotherton, athlète anglaise.
  - Hiroshi Tanahashi (棚橋弘至), catcheur japonais.
  - Alessio Sartori, rameur d'aviron italien, champion olympique.
- 1977 :
  - Chanel Cole (en), chanteuse australienne.
  - Huang Xiaoming (黄晓明), acteur et chanteur chinois.
- 1978 : Nikolai Fraiture, bassiste américain du groupe The Strokes.
- 1979 :
  - Kick (en) (Yu Kikuta / 菊田 悠 dit), comédien japonais.
  - Metta World Peace (Ronald William Artest Jr. dit), basketteur et rappeur américain.
  - Guillaume Pons, basketteur français.
  - Riccardo Scamarcio, acteur italien.
  - Subliminal (Ya'akov Shimoni / יעקב שמעוני dit), rappeur et producteur de musique israélien.
- 1980 :
  - Monique Coleman, actrice américaine.
  - Benjamin Darbelet, judoka français.
  - François-Louis Tremblay, patineur de vitesse québécois sur courte piste.
  - Sara Del Rey (Sara Amato dite), catcheuse et entraîneuse américaine.
- 1981 : Ashleigh Aston Moore, actrice américaine († 11 décembre 2007).
  - Ryan Bertin (en), lutteur et entraîneur américain.
  - Mark Cardona (en), basketteur philippin.
  - Rivkah (en), mangaka américaine.
- 1982 :
  - Michael Copon, acteur, chanteur, producteur, auteur-compositeur-interprète et mannequin américain.
  - Samkon Gado (en), joueur nigériano-américain de football américain.
  - Kumi Kōda (神田 來未子), chanteuse japonaise.
  - Adam Shantry (en), joueur de cricket anglais.
- 1983 :
  - Claudia Balderrama (en), athlète bolivienne.
  - Rémi Fournier, footballeur français.
  - Kalle Kriit, cycliste estonien.
  - Maleli Kunavore, joueur de rugby à XV fidjien († 16 novembre 2012).
- 1984 :
  - Lucas Barrios, footballeur paraguayen.
  - Jason Garrison, hockeyeur sur glace canadien.
  - Sarah Rose Karr, actrice américaine.
  - Kurt Morath, joueur tongien de rugby à XV.
- 1985 : Asdrúbal Cabrera, joueur de baseball vénézuélien.
- 1986 :
  - Aurore Bergé, femme politique française.
  - Kevin Bridges (en), acteur écossais.
- 1987 :
  - Hatsune Matsushima (en) (松嶋初音), mannequin et actrice japonaise.
  - Dana Vollmer, nageuse américaine.
- 1990 : Brenden Dillon, hockeyeur sur glace canadien.
- 1991 : Matt Bennett, acteur, chanteur et scénariste américain.
- 1992 : 
  - Daniel Gossett, joueur de baseball américain.
  - Shabazz Muhammad, basketteur américain.
  - Maksim Podholjuzin (en), footballeur estonien.
- 1994 :
  - Edgars Kulda (en), hockeyeur letton.
  - Andrew Tang, pilote automobile singapourien.
  - Lim Yin Fun (en), joueuse de badminton malaisienne.
- 1999 :
  - Lando Norris, pilote automobile britanno-belge

## Décès

### VIIesiècle
- 670 : Maxellende de Caudry, martyre chrétienne (° vers 650).

### IXesiècle
- 867 : Nicolas Ier, 105e pape, en fonction de 858 à 867 (° vers 800).

### Xesiècle
- 912 : Otton Ier, duc de Saxe (° vers 850).

### XIesiècle
- 1004 : Abbon de Fleury, moine et théologien français (° entre 940 et 945).
- 1093 : Malcolm III, roi d'Écosse de 1058 à 1093 (° vers 1031).

### XIIesiècle
- 1143 : Foulques V d'Anjou, roi de Jérusalem de 1131 à 1143 (° 1092).

### XIVesiècle
- 1359 : Ivan II Ivanovitch, grand prince de Moscou et de Vladimir de 1353 à 1359 (° 30 mars 1326).
- 1386 : Al-Wathiq II, calife abbasside du Caire pour le compte des sultans mamelouks d’Égypte de 1383 à 1386 (° inconnue).

### XVesiècle
- 1460 : Henri le Navigateur, prince de Portugal (° 4 mars 1394).

### XVIesiècle
- 1502 : Annius de Viterbe, dominicain et historien italien (° 1432).

### XVIIesiècle
- 1606 : Girolamo Mercuriale, médecin et philologue italien (° 30 septembre 1530).
- 1619 : Lodovico Carracci, peintre, illustrateur et graveur italien (° 21 avril 1555).
- 1650 : Thomas May, poète, dramaturge et historien anglais (° entre 1594 et 1595).
- 1654 : Ahn Bang-jun, homme politique et écrivain coréen (° 20 juillet 1573).

### XVIIIesiècle
- 1726 : Sophie-Dorothée de Brunswick-Lunebourg, princesse allemande (° 10 septembre 1666).
- 1770 : George Grenville, homme politique et avocat anglais, Premier ministre de Grande-Bretagne de 1763 à 1765 (° 14 octobre 1712).
- 1771 : Konrad Ernst Ackermann, acteur allemand (° 1er février 1710).
- 1777 : William Bowyer, typographe et imprimeur anglais (° 19 décembre 1699).

### XIXesiècle
- 1828 : André-Joseph Abrial, homme politique français (° 19 mars 1780).
- 1861 : Arthur Hugh Clough, écrivain britannique (° 1er janvier 1819).
- 1862 : Ludwig Uhland, poète, philologue et historien allemand (° 26 avril 1787).
- 1867 : Adolphe Napoléon Didron, archéologue et historien français (° 13 mars 1806).
- 1868 : Gioachino Rossini, compositeur italien (° 29 février 1792).
- 1883 : James Marion Sims, gynécologue américain, pionnier dans sa fonction (° 25 janvier 1813).

### XXesiècle
- 1903 : Camille Pissarro, peintre français (° 10 juillet 1830).
- 1906 : Louis Victor Alquier, vice-amiral, inspecteur général de la Marine (° 2 décembre 1831).
- 1916 : Percival Lowell, astronome américain (° 13 mars 1855).
- 1925 : 
  - Élémir Bourges, écrivain français de l'Académie Goncourt (° 26 mars 1852).
  - Hassan Moghadam, écrivain iranien (° 1898).
- 1929 : Victoria de Prusse, princesse allemande; sœur de Guillaume II (° 12 avril 1866).
- 1937 : Leslie Carter (Caroline Louise Dudley dite), actrice américaine (° 10 juin 1862).
- 1941 : Henri Schaerrer, officier et résistant français (° 13 octobre 1916).
- 1942 : Daniel Judson Callaghan, amiral américain (° 26 juillet 1890).
- 1952 : Margaret Wise Brown, auteure américaine (° 23 mai 1910).
- 1954 : Ewald von Kleist, militaire nazi allemand (° 8 août 1881).
- 1955 :
  - Bernard DeVoto, historien et auteur américain (° 11 janvier 1897).
  - Moshe Pesach (en) (Μωυσής Πεσάχ or Πέσαχ), rabbin grec (° 1869).
- 1961 : Anthony Joseph Drexel Biddle, Jr. (en), diplomate et militaire américain, ambassadeur en Pologne, en Norvège et en Tchécoslovaquie (° 17 décembre 1897).
- 1963 : Margaret Alice Murray, anthropologue et égyptologue anglaise (° 13 juillet 1863).
- 1964 : Gabriele Santini, chef d'orchestre italien (° 20 janvier 1886).
- 1968 : Victor Alix, compositeur et chef d'orchestre français (° 17 février 1886).
- 1969 : Iskander Mirza (سکندر مرزا), homme politique pakistanais, président du Pakistan de 1956 à 1958 (° 12 novembre 1899).
- 1973 :
  - Bruno Maderna, compositeur et chef d'orchestre italien (° 21 avril 1920).
  - Lila Lee (Augusta Wilhelmena Fredericka Appel dite), actrice américaine (° 25 juillet 1901).
  - Elsa Schiaparelli, couturière italienne (° 10 septembre 1890).
- 1974 :
  - Vittorio De Sica, acteur et cinéaste italien (° 7 juillet 1901).
  - Karen Silkwood, chimiste et militant syndicaliste américaine (° 19 février 1946).
- 1975 : Olga Bergholtz (О́льга Фё́доровна Бергго́льц), poétesse et scénariste russe (° 16 mai 1910).
- 1979 : Dimitris Psathas (en) (Δημήτρης Ψαθάς), scénariste et satiriste grec (° 1907).
- 1982 : Hugues Lapointe, homme politique canadien (° 3 mars 1911).
- 1983 :
  - Henry Jamison « Jam » Handy (en), nageur, poloïste et homme d’affaires américain, médaillé olympique (° 6 mars 1886).
  - Alvin « Junior » Samples Jr. (en), acteur américain (° 10 avril 1926).
- 1986 :
  - Franco Cortese, pilote automobile italien (° 10 février 1903).
  - Thierry Le Luron, humoriste français (° 2 avril 1952).
- 1988 :
  - Antal Doráti, chef d’orchestre américain d’origine hongroise (° 9 avril 1906).
  - Jaromír Vejvoda (en), compositeur tchèque (° 28 mars 1902).
- 1989 :
  - Victor Davis, nageur canadien (° 10 février 1964).
  - François-Joseph II, prince souverain du Liechtenstein de 1938 à 1989 (° 16 août 1906).
  - Rohana Wijeweera (en) (Patabendi Don Nandasiri Wijeweera / පටබැඳි දොන් නන්දසිරි විජෙවීර dit), révolutionnaire et homme politique sri-lankais (° 14 juillet 1943).
- 1991 : Paul-Émile Léger, prélat canadien, archevêque de Montréal de 1950 à 1968 (° 26 avril 1904).
- 1992 : Maurice Ohana, compositeur français (° 12 juin 1913).
- 1993 : Rufus R. Jones (en) (Carey L. Lloyd dit), lutteur américain (° 4 juillet 1933).
- 1994 :
  - Jack Baker (en) (John Bailey dit), acteur américain (° 4 juin 1947).
  - Motoo Kimura (木村資生), biologiste et généticien japonais (° 13 novembre 1924).
  - Volodymyr Ivachko, homme politique soviétique puis russe brièvement secrétaire général du parti communiste de l'Union soviétique (° 28 octobre 1932).
  - Patrick Esposito Di Napoli, musicien d’origine française du groupe Les Colocs (° 18 janvier 1964).
- 1996 :
  - William Ballard « Bill » Doggett, organiste et pianiste de jazz américain (° 16 février 1916).
  - Roberta Anne « Bobbie » Vaile, astrophysicienne et universitaire australienne (° 25 juin 1959).
- 1997 : André Boucourechliev, pianiste et compositeur bulgaro-français (° 28 juillet 1925).
- 1998 :
  - Edwige Feuillère, actrice française (° 29 octobre 1907).
  - Valerie Hobson, actrice britannique, épouse de John Profumo (° 11 avril 1917).
  - William « Red » Holzman, basketteur et entraîneur américain (° 10 août 1920).
- 1999 : Marthe Gagnon-Thibaudeau, romancière québécoise (° 1929).
- 2000 : Roger Crouzet, comédien français (° 3 juillet 1927).

### XXIesiècle
- 2001 :
  - Frédéric Pottecher, acteur, écrivain et chroniqueur judiciaire français (° 11 juin 1905).
  - Cornelius Warmerdam, athlète américain (° 22 juin 1915).
- 2002 :
  - Juan Alberto Schiaffino, footballeur uruguayen (° 28 juillet 1925).
  - Rishikesh Shaha (en), écrivain, homme politique et militant népalais (° 1925).
- 2004 :
  - John Balance (Geoffrey Laurence Burton dit), chanteur et musicien anglais (° 16 février 1962).
  - Ol' Dirty Bastard (Russell Tyrone Jones dit), chanteur américain du groupe Wu-Tang Clan (° 15 novembre 1968).
  - Ellen Fairclough (Ellen Louks Cook dite), femme politique canadienne (° 28 janvier 1905).
  - Thomas Michael Foglietta (en), homme politique et avocat américain, ambassadeur en Italie de 1997 à 2001 (° 3 décembre 1928).
- 2005 :
  - Vine Deloria, Jr., écrivain, théologien, historien et militant amérindien (° 26 mars 1933).
  - Eduardo Gory « Eddie » Guerrero Llanes, catcheur mexicain (° 9 octobre 1967).
- 2007 :
  - Wahab Akbar (en), homme politique et avocat philippin (° 16 avril 1960).
  - John Doherty, footballeur et entraîneur anglais (° 12 mars 1935).
  - Kazuhisa Inao (稲尾 和久), joueur et entraîneur de baseball japonais (° 10 juin 1937).
- 2008 : Jules Archer (en), historien et auteur américain (° 27 janvier 1915).
- 2009 : Michel Freitag, sociologue et philosophe canadien (° 26 novembre 1935).
- 2010 :
  - Luis García Berlanga, cinéaste espagnol (° 12 juin 1921).
  - Kenneth Charles « Ken » Iman (en), joueur et entraîneur de football américain (° 8 février 1939).
  - Allan Sandage, astronome américain (° 18 juin 1926).
- 2012 :
  - William « Will » Barnet (en), peintre américain (° 25 mai 1911).
  - Erazm Ciołek (en), photographe et journaliste polonais (° 24 juin 1937).
  - Manuel Peña Escontrela (en), footballeur espagnol (° 18 décembre 1965).
  - John Sheridan (en), joueur et entraîneur de rugby anglais (° 24 novembre 1933).
  - Ray Zone (en), historien, auteur et technicien américain (° 16 mai 1947).
- 2013 :
  - Todd Christensen, joueur américain de football américain (° 3 août 1956).
  - Hans-Jürgen Heise (en), auteur et poète allemand (° 6 juillet 1930).
  - Barbara Lawrence, actrice américaine (° 24 février 1930).
  - Daniel Jay Shanefield (en), ingénieur américain (° 29 avril 1930).
- 2014 :
  - María José Alvarado, animatrice et mannequin hondurienne, Miss Honduras 2014 (° 19 juillet 1995).
  - Kakha Bendoukidze (კახა ბენდუქიძე), économiste, homme politique et d’affaires géorgien (° 20 avril 1956).
  - Micahel « Mike » Burney (en), saxophoniste de jazz anglais (° 1er novembre 1938).
  - Alvin Dark, joueur puis gérant de baseball américain (° 7 janvier 1922).
  - Dennis Elwell (en), astrologue, journaliste et auteur anglais (° 16 février 1930).
  - Alexandre Grothendieck, mathématicien apatride, naturalisé français en 1971 (° 28 mars 1928).
- 2015 :
  - Bruce Dayton (en), homme d’affaires américain (° 16 août 1918).
  - Georges-Hébert Germain, journaliste et écrivain québécois (° 20 août 1944).
  - Henk Visser, athlète néerlandais (° 23 mars 1932).
- 2016 :
  - Luigi Caccia Dominioni (it), architecte et urbaniste italien (° 7 décembre 1913).
  - Enzo Maiorca, plongeur italien (° 21 juin 1931).
  - Laurent Pokou, footballeur et entraîneur ivoirien (° 10 août 1947).
  - Leon Russell, auteur, compositeur et interprète américain (° 2 avril 1942).
  - Mohammad Ebrahim Sharifzadeh (خطای سطح دسترسی), chanteur et compositeur iranien (° inconnue).
  - Mota Singh (en), juge britannique (° 26 juillet 1930).
- 2018 : Katherine MacGregor, actrice américaine (° 12 janvier 1925).
- 2019 : Raymond Poulidor, cycliste français (° 15 avril 1936).
- 2020 : Paul Hornung, joueur américain de football américain (° 23 décembre 1935).
- 2021 : 
  - Hadiya Khalaf Abbas, Femme politique syrienne (° ? 1958).
  - Rasim Aliyev, Architecte soviétique puis azerbaïdjanais (° 16 juillet 1934).
  - Alexander Boswell, militaire britannique (° 3 août 1928).
  - Ivo Georgiev, footballeur bulgare (° 12 mai 1972).
  - Sam Huff, joueur américain de football américain (° 4 octobre 1934).
  - John Pearson, écrivain britannique (° 5 octobre 1930).
  - Wilbur Smith, écrivain sud-africain (° 9 janvier 1933).
  - Emi Wada, costumière japonaise (° 18 mars 1937).
- 2022 :
  - Julio Baraibar, homme politique uruguayen (° 17 octobre 1945) ;
  - René Bidouze, syndicaliste français (° 2 décembre 1922) ;
  - Anthony Johnson, pratiquant américain d'arts martiaux mixtes (° 6 mars 1984) ;
  - Jean-Philippe Omotunde, écrivain français (° ?).

## Célébrations

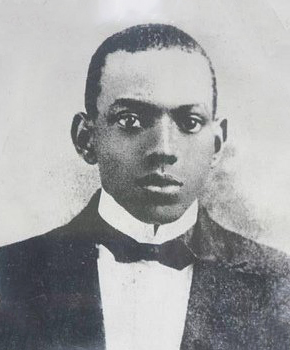
Gaspar Octavio Hernandez

- Argentine : día del pensamiento nacional ou « journée de la pensée nationale » décidée par une loi de 2003 en souvenir de la naissance de l'écrivain Arturo Jauretche[7].
- Équateur :
  - día nacional de la educación ou « journée nationale de l'éducation » instituée par un décret national n°no 3290 du 7 novembre 2002[8].
  - Día clásico del contador público ou « journée des comptables publics » commémorant le premier congrès national en 1945 de cette corporation et la fondation en 1959 du premier Centre de formation supérieure en comptabilité[9].
- Panama : día del periodista ou « journée des journalistes » en souvenir de la mort en 1918 ci-avant du journaliste et poète Gaspar Octavio Hernández (tel que photographié ci-contre)[10].

- Journée internationale de la gentillesse ou World kindness day déplacé(e) aux 3 novembre depuis 2016 à la suite d'attentats ci-avant un vendredi 13 de 2015.

### Saints des Églises chrétiennes

#### Catholiques et orthodoxes
Saints du jour, :
- Abbon de Fleury († 1004), né à Orléans, moine bénédictin réformateur, abbé de Fleury.
- Antonin de Césarée († 308), martyr en Palestine.
- Arcade et ses compagnons († 437), martyrs.
- Brice de Tours († 444), évêque de Tours, disciple et successeur de saint Martin (11 novembre).
- Caillin (VIIe siècle), évêque.
- Dalmas († v. 580), Évêque de Rodez.
- Devinice (VIe siècle), missionnaire et évêque.
- Eugène de Tolède († 657), évêque.
- Fercinte (VIe siècle), sainte du Poitou.
- Floride (VIe siècle), évêque.
- Gredifaël (VIIe siècle), moine.
- Himier († 610), Ermite.
- Kilien († 670), moine.
- Léonien († v. 518), Abbé.
- Maxellende († v. 670), Vierge et martyre.
- Mitre († 304), Martyr à Aix.
- Nicolas Ier le Grand († 867), pape de Rome.
- Quintien († v. 525), évêque.

#### Saints et bienheureux des Églises catholiques
Saints et béatifiés du jour :
- Amant († vers 600), ou Amance ou Amantius (Amanzio en italien), prêtre du diocèse de Città di Castello en Ombrie ; fêté localement[13].
- Augustine Pietrantoni († 1894), vierge martyre de la Congrégation des Sœurs de la Charité de Santa Giovanna Antida Thouret.
- Callisto (Calixte) Caravario († 1930), religieux italien mort martyr.
- Carl Lampert († 1944), bienheureux prêtre autrichien martyr.
- Homobon de Crémone († 1197), laïc italien.
- Jean Gonga Martinez († 1936), bienheureux espagnol - Martyr lors de la guerre civile en Espagne.
- Luigi Versiglia († 1930), religieux italien évêque en Chine et mort martyr.
- Maria Carola Cecchin († 1925), bienheureuse religieuse italienne.
- Marie Giner Gomis († 1936), bienheureuse espagnole - Martyre lors de la guerre civile en Espagne.
- Stanislas Kostka († 1568), Novice jésuite.
- Vérémond († 1010), bienheureux évêque d'Ivrée.

#### Saints orthodoxes
Outre les saints œcuméniques voire pré-schismatiques ci-avant, aux dates éventuellement différentes dans les calendriers julien, orientaux...
- Damascène († 1681), Martyr

### Prénoms
Bonne fête aux Brice et ses formes anglaises : Bryce voire Bruce.
Et aussi aux :
- Abbon,
- Livia et ses autres variantes féminines : Liviana, Liviane, Livie et Livy ; voire masculine Livio.

## Traditions et superstitions

### Dicton du jour
« À la saint-Brice, le temps sera celui du jour de l'An. » (pas toujours les 1er janvier jadis)

### Astrologie
- Signe du zodiaque : 22e jour du Scorpion.

## Toponymie
Les noms de plusieurs voies, places, sites ou édifices de pays ou régions francophones contiennent cette date sous diverses graphies éventuelles : voir Treize-Novembre .